# Společnost pro studium národnostních otázek

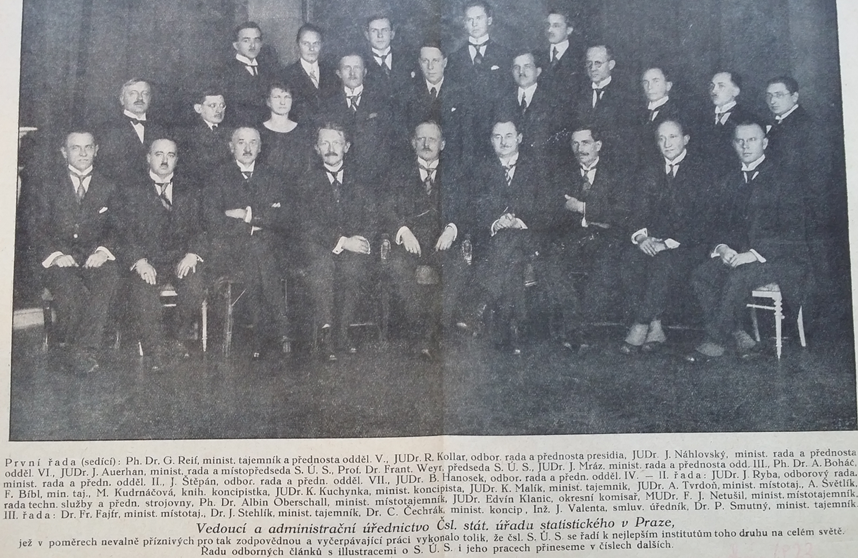
Členové Státního úřadu statistického z ročenky této instituce. Většina z nich byla ovšem zároveň členy SPSNO (Auerhan, Weyr, Boháč ad.).

Československá Společnost pro studium menšinových otázek (později "národnostních" otázek; lze používat také zkratku SPSNO) existovala v Praze v letech 1929–1939 (úředně až 1950) a byla vědeckým badatelským spolkem, který měl za cíl popularizovat problematiku národnostních menšin a hledat alespoň v teoretické rovině smířlivé řešení národnostní otázky v ČSR, a to na základě víceoborového výzkumu, spolupráce s dalšími organizacemi a osvětou (semináře, přednášky pro veřejnost). Ve 30. letech se právě tato otázka ukázala jako jedna ze stěžejních a členové SPSNO se snažili svou činností také připravit dostatek vědeckého materiálu, který by posloužil při pozdějším politickém rozhodování v záležitostech autonomie menšin a zároveň poskytl argumenty na obranu čsl. zájmů. Jejím předsedou byl po celou dobu jejího fungování historik a diplomat Kamil Krofta, dále v ní aktivně působil Jan Auerhan, Emil Sobota, Jaroslav Korčák, Antonín Boháč, Jan Kapras a celá řada dalších předních odborníků.

## Vznik
Již roku 1923 vyslanec Kamil Krofta sepsal memorandum, ve kterém podal konkrétní návrh na zřízení ústavu pro studium menšin. Kroftovi šlo prvotně o to, že má-li být řešení menšinových otázek „zdárné a trvalé, nesmí být toliko plodem politických vyjednávání vynucených nahodilou situací politickou“. Politikům kvůli náročnosti jejich úřadu nezbývá dostatek času a klidu, aby se něčím takovým dopodrobna zabývali. Druhý důvod však také nesmíme opomenout. Ve stejném roce totiž vznikl ve Vídni Institut für Statistik und Minderheitenvölker v čele s dr. W. Winklerem. Krofta vnímal „směr jeho činnosti“ ne primárně ve hledání vědeckých poznatků, ale v šíření nesprávných představ o postavení menšin v ČSR. SPSNO tedy měla usilovat o „odborném vyzbrojení“ proti „našim odpůrcům“. 
Strukturálních návrhů na uspořádání Společnosti (původně se o ní uvažovalo také jako o možném ústavu) bylo z podnětů Kamila Krofty i Antonína Boháče celá řada. Stanovy SPSNO byly nakonec v mnohém převzaty z také již existujícího polského Institutu badań spraw narodowosćiowych. Nakonec byl dohodnut vznik následujících devíti výzkumných sekcí: 1. právní, politická, administrativní a pro studium menšin v jiných státech, 2. školská, 3. statistická a sociologická, 4. historická a praehistorická, 5. pro studium duchovní kultury menšinových národů v Československu, 6. národohospodářská, 7. pro naše místní menšiny v pohraničních krajích a národnostních ostrovech a pro studium hranic, 8. pro studium politických snah menšinových a 9. pro Čechoslováky v zahraničí. Členové společnosti mohli být řádní, činní, přispívající a čestní. Nejvyšší možný počet řádných členů Společnosti byl 80, od roku 1937 maximálně 100. Řádnými členy mohli být zvoleni „pouze občané Československé republiky, kteří jsou vědecky nebo prakticky činní v oborech, na něž se úkoly Společnosti vztahují.“ 

## Aktivity
Během celých 30. let rozvíjela SPSNO aktivně svou činnost a snažila se tak naplňovat cíle, které byly vytyčeny v jejích stanovách, tedy primárně přednáškovou činnost, což byl hlavní prostředek zpřístupnění práce Společnosti širší veřejnosti. Přednáškových cyklů v letech 1934-36 se účastnili zejména učitelé, studenti nebo redaktoři. Hlavní odvedená práce spočívala v pravidelném vydávání odborného časopisu Národnostní obzor. Díky němu se Společnost dostala do širšího povědomí minimálně pražských odborníků ale také novinářů, a to jak z řad české, tak německé národnosti. SPSNO vydávala, avšak již s menším zájmem veřejnosti, knižní edici Národnostní Otázky a dokázala navazovat spolupráci s dalšími spolky a institucemi podobného zaměření (již zmíněný varšavský institut, Československá menšinová rada ve Vídni nebo redakce řady odborných časopisů, kupř. Europeische Revue). Stejně tak zájem o spolupráci projevili i jednotlivci (mj. sekretář Mezinárodní společnosti pro studium menšinového práva v Berlíně Kurt Junckerstorff nebo doktor Josip Wilfan z Lublaně). To vše si mohla SPSNO dovolit ani ne tak díky členským příspěvkům a předplatnému, ale zejména díky tučným subvencím od MZV a MŠANO (Ministerstvo školství a národní osvěty ) (každý rok pravidelně okolo 20.000, - Kčs).
Společnost tak skutečně zdá se vznikla nejenom ve snaze soustředit všechny názory a stanoviska národnostní problematiky ke společné diskuzi v jednom centru, ale také jako podpora dosavadního státního a národnostního uspořádání ČSR a „pokus  o spolupráci ‚státního národa‘ Čechů a Slováků s ostatními etnickými skupinami v ČSR.“
V druhé polovině 30. let se členové SPSNO účastnili jednání o národnostních otázkách, ať už jako jednotlivci „předložením svých vlastních podnětů rozhodujícím činitelům“ či v odborném tisku, tak jakožto představitelé svých úředních funkcí, což platí zejména o předsedovi K. Kroftovi. SPSNO se zapojila také do přípravy národnostního statutu, tzv. druhého plánu v první půli roku 1938 (E. Sobota, Z. Peška). Tehdy jedinkrát Krofta plánoval naplnit praktický účel SPSNO, a ta projevila snahu ovlivnit aktuální vývoj v domácí politické a národnostní situaci. Tato snaha však, jak známo, vlivem okolností přišla tak jako tak vniveč.

## Zánik
Ve velmi redukované podobě existovala SPSNO i po září 1938, ale během roku 1939 její aktivita definitivně utichla a celá národnostně-menšinová situace byla nakonec vyřešena událostmi, jenž nikdo z členů Společnosti dříve nemohl tušit. Někteří hlavní představitelé padli těmto dramatickým událostem dokonce za oběť (např. Emil Sobota nebo Jan Auerhan, Krofta zemřel brzy po válce), a tak není divu, že se SPSNO obnovení činnosti již nedočkala. Z katastru spolků byla vymazána na začátku roku 1950 pro svoji neaktivitu a neboť národnostní otázka byla vyřešena na postupimské konferenci.

## Chronologická tabulka
| Roky                   | Události                                                                             |
| ---------------------- | ------------------------------------------------------------------------------------ |
| 1928                   | schůzky přípravného sboru                                                            |
| 18. listopadu 1929     | ustavující schůze                                                                    |
| 1930                   | budování knihovny SPSNO                                                              |
| červen 1930            | začíná vycházet čtvrtletník Národnostní Obzor                                        |
| 1933                   | začíná vycházet knižní edice Národnostní Otázky                                      |
| prosinec 1934          | vznik „Spoločnosti pre štúdium národnostných otázok v Bratislavě“ jako pobočky SPSNO |
| 1934-1936              | nejintenzivnější pořádání přednášek a seminářů                                       |
| podzim 1937            | splynutí bratislavské odbočky se Šafaříkovou učenou společností                      |
| duben-srpen 1938       | SPSNO (Emil Sobota a Zdeněk Peška) se podílejí na návrzích tzv. druhého plánu        |
| 1938                   | poslední titul z knižní edice                                                        |
| listopad-prosinec 1938 | velká redukce SPSNO a utlumování činnosti                                            |
| leden 1939             | poslední číslo časopisu                                                              |
| 9. června 1939         | poslední XI. valné shromáždění                                                       |
| 2. února 1950          | úřední zánik SPSNO                                                                   |

## Seznam pramenů a literatury
Společnost pro studium národnostních otázek byla doposud velmi opomíjeným tématem a odborná literatura o národnostní problematice v ČSR ji zmiňuje jen letmo, např. v těchto publikacích: Brouček, Stanislav a Tomáš Grulich: Domácí postoje k zahraničním Čechům v novodobých dějinách (1918–2008). Praha 2009. Klimek, Antonín a Eduard Kubů: Československá zahraniční politika 1918–1938: Kapitoly z dějin mezinárodních vztahů. Praha 1995. Kuklík, Jan a Jan Němeček: Od národního státu ke státu národností?: národnostní statut a snahy o řešení menšinové otázky v Československu v roce 1938. Praha 2013, Lemberg, Hans: Porozumění: Češi – Němci – východní Evropa 1848–1948. Praha 2000. Petráš, René: Menšiny v meziválečném Československu: právní postavení národnostních menšin v první Československé republice a jejich mezinárodněprávní ochrana. Praha 2009.
Na detailní úrovni institucionální analýzy se pak zabývá Společností Ondřej Neubauer v diplomové práci: NEUBAUER, Ondřej. Společnost pro studium národnostních otázek v Praze - institucionální analýza [online]. Brno, 2018 [cit. 2019-05-07]. Dostupné z: <https://is.muni.cz/th/ei7he />. Bakalářská práce. Masarykova univerzita, Filozofická fakulta. Vedoucí práce Jiří Němec.

### Archivní prameny
Archiv hlavního města Prahy (AHMP) fond. Spolkový katastr (zdigitalizováno).
Archiv Ministerstva zahraničních věcí (AMZV) fond. I. sekce (1918–1939), I/7 - III. sekce – zpravodajská.
Archiv Národního muzea (ANM) fondy
- Drobné fondy II
- Osobní fond Jana Kaprase
- Osobní fond Františka Fajfra
- Osobní fond Josefa Pekaře
- Osobní fond Antonína Boháče
- Osobní fond Jaromíra Korčáka

Národní archiv ČR v Praze (NA) fondy
- Ministerstvo vnitra II – dodatky
- Národní rada česká, ka. 156/2 (Spolupráce s NRČ – činnost spolků 1935–37)

### Periodický tisk
- Lidové noviny
- Národnostní obzor: časopis Společnosti pro studium národnostních otázek
- Národní listy
- Právník
- Zahraniční politika